# TURN TURN TURN
TURN TURN TURNは、テレビ東京系列で月曜深夜に放送されていた連続ドラマである。放送期間は2000年10月16日から12月25日で放送時間は24:45-25:15。

## 概要
新感覚ドラマ的音楽エンターテイメントというサブタイトルになっていた。

## 出演者
岡田義徳、村田充

## 脚本
前田司郎